# Prisenrecht
Das Prisenrecht (französisch prise ‚Wegnahme‘) ist der Teil des Seekriegsrechts und damit auch des Kriegsvölkerrechts, der die Maßnahmen von Kriegsschiffen gegenüber neutralen und feindlichen Handelsschiffen – einschließlich Passagierschiffen – regelt. Das Prisenrecht schränkt den Grundsatz der Freiheit der Meere ein. Es berechtigt nur kriegführende Staaten und gilt nur außerhalb neutraler Hoheitsgewässer. Zentrale Besonderheit des Prisenrechts gegenüber dem Landkriegsrecht ist das Recht, privates Eigentum zu erbeuten.

## Status des Prisenrechts
Das Prisenrecht ist in großen Teilen Völkergewohnheitsrecht. Eine verbindliche internationale Regelung wurde zuletzt in der 1909 geschlossenen Londoner Seerechtsdeklaration versucht. Sie trat nicht in Kraft, ist von allen Beteiligten jedoch anerkannt als „im Wesentlichen den allgemein anerkannten Grundsätzen“ des Gewohnheitsrechts entsprechend. Einzelne Staaten haben in der Folge unter verschiedenen Bezeichnungen (Prisenordnung, prize act, prize law) entsprechende Regelungen erlassen, die jedoch im Detail voneinander abweichen. Es ist unklar, in welchem Umfang das Prisenrecht nach der zum Teil erheblich abweichenden Übung in den Weltkriegen und unter den seither veränderten Bedingungen der Seekriegsführung sowie unter dem veränderten internationalen Recht weiter besteht. Die aktuelle Gültigkeit der folgenden Darstellung unterliegt insofern einem gewissen Vorbehalt.

## Inhalt des Prisenrechts
Zum Prisenrecht gehören
- das Kontrollrecht,
- das Seebeuterecht gegenüber Schiffen unter feindlicher Flagge,
- das Banngutrecht sowie
- das Blockaderecht gegenüber Schiffen unter neutraler Flagge.

### Kontrollrecht
Das Kontrollrecht erlaubt den Kriegsparteien das Anhalten und die Kontrolle der Papiere aller Handelsschiffe, gegebenenfalls auch ihre Durchsuchung, um die zur Ausübung des Prisenrechts erforderlichen Feststellungen zu treffen. Nur feindliche Schiffe haben dagegen das Recht zum Widerstand, was allerdings die gewaltsame Durchsetzung der prisenrechtlichen Maßnahmen erlaubt. Vom Kontrollrecht ausgenommen sind neutrale Handelsschiffe im Geleit von eigenen Kriegsschiffen. Hier besteht eine Auskunfts- und ggf. eine Untersuchungspflicht des Verbandsführers.
Der weitere Umfang der zulässigen Maßnahmen richtet sich ausschließlich nach der Flagge des Schiffes, nicht nach der Nationalität von Eigner oder Schiffsführer. Eine Umflaggung zur Umgehung des Prisenrechts während oder kurz vor Beginn der Feindseligkeiten ist jedoch wirkungslos.

### Seebeuterecht
Bei Schiffen unter feindlicher Flagge ist die so genannte Aufbringung (Übernahme der Befehlsgewalt über das Schiff), Einbringung (Verbringung in einen eigenen Hafen) und Einziehung von Schiff und Ladung zulässig. Persönliche Gegenstände von Mannschaft und Passagieren sind hier und auch in allen folgenden Fällen ausgenommen. Ladung, die Eigentum Neutraler ist, muss in der Regel zurückgegeben oder entschädigt werden. Die Definition der Neutralität des Eigentümers ist umstritten und wird sowohl auf die Staatsangehörigkeit als auch auf den Wohnort zurückgeführt.

### Banngutrecht
Auf neutralen Schiffen darf Banngut, soweit es für den Feind bestimmt ist, beschlagnahmt und eingezogen werden. Das Schiff unterliegt ebenfalls der Einziehung, wenn mehr als die Hälfte der Ladung Banngut ist. Darüber hinausgehende Maßnahmen sind gegen Neutrale nur in Ausnahmefällen zulässig.

### Blockaderecht
Eine kriegführende Partei kann die Blockade vom Feind gehaltener Häfen und Küsten erklären. Dadurch werden neutrale Schiffe, die diese Häfen oder Küsten zu erreichen versuchen, zu so genannten Blockadebrechern, die ebenfalls der Aufbringung und Einziehung unterliegen. Die Beteiligten müssen vor Beginn der Blockade benachrichtigt werden, außerdem muss die Blockade tatsächlich wirksam durchgeführt werden, was für die Praxis eine erhebliche Einschränkung ist.

### Einziehung und Zerstörung
Aufgebrachte Schiffe und beschlagnahmte Waren werden als Prisen bezeichnet. Ihre Konfiskation muss förmlich durch das Urteil eines Prisengerichts an Land ausgesprochen werden. Damit geht das Eigentum an der Prise an den Staat über, in dessen Namen sie aufgebracht bzw. beschlagnahmt wurde. Fällt ein Urteil zugunsten des Eigentümers, muss die Prise zurückgegeben oder eine Entschädigung bezahlt werden.
Alternativ zu Einbringung und Einziehung ist unter bestimmten Umständen die Zerstörung von Prisen zulässig, bei Schiffen allerdings nur, wenn Fahrgäste, Besatzung und Papiere des aufgebrachten Schiffes vor der Zerstörung an einen sicheren Ort gebracht werden. Rettungs- oder Beiboote gelten dabei ausdrücklich nicht als ein sicherer Ort, wenn nicht Land oder ein anderes Fahrzeug in der Nähe ist. Bei Schiffen im Geleit feindlicher Kriegsschiffe wird allgemein davon ausgegangen, dass sie Teil eines militärischen Verbands sind und sie daher auch wie Kriegsschiffe behandelt werden dürfen, die genannten Einschränkungen also nicht gelten. Auch für nach Prisenrecht zerstörte Prisen ist eine nachträgliche gerichtliche Überprüfung erforderlich.

## Prisenrecht in Deutschland, in Österreich und in der Schweiz
In Deutschland ist die Prisenordnung und die Prisengerichtsordnung aus der Zeit des Nationalsozialismus, wie sie am 28. August 1939 im Reichsgesetzblatt verkündet wurden, bis heute gültig.
Da Österreich und die Schweiz über keine Marine zur Durchsetzung eines Prisenrechts verfügen, gibt es in diesen Staaten auch keine entsprechenden Vorschriften. Österreich hat die Prisenordnung und die Prisengerichtsordnung, die wegen seines „Anschlusses“ an das nationalsozialistische Deutsche Reich auch dort galten, im Jahr 1959 aufgehoben.

## Geschichte
Vom Altertum bis ins Mittelalter ist zwischen Seeräuberei und Seekriegsführung kaum zu unterscheiden. Es gab zunächst nur kleine Kriegsflotten. Die seefahrende Bevölkerung beteiligte sich direkt an den Kriegen. Krieg bedeutete auch zur See möglichst Vernichtung des Gegners und eigene Bereicherung, Rechte Unbeteiligter gab es nicht. Viele setzten die gewaltsame Bereicherung auf Kosten anderer in Friedenszeiten fort. Zwischenzeitlich war das Piratenunwesen im Mittelmeer kurz von den Römern unterdrückt, breitete sich dann aber in ganz Europa aus. Erst mit der zunehmenden Bedeutung des Seehandels im Hochmittelalter entwickelte sich ein Interesse der Staaten, diesen Zustand zu beenden. Es musste eine Unterscheidung getroffen werden, da das Recht zum Krieg keinesfalls angetastet werden sollte. Es wurden so genannte Kaperbriefe an die offiziell beauftragten privaten Seekriegführenden, die Kaper, ausgestellt. Theoretisch war der Kaper Krieger, der Pirat Verbrecher. Dazu entstand der Begriff der Neutralität. Unbeteiligte sollten auch von den Kriegführenden unbehelligt bleiben. Im Gegenzug erwuchsen ihnen Neutralitätspflichten. Auf diesen beruht das Banngutrecht. Zu dessen Durchsetzung kam zunächst nur ein Auskunftsrecht hinzu, die Auskunft war zu beeiden.
Seit Mitte des 12. Jahrhunderts war die Ausstellung von Kaperbriefen in ganz Europa allgemeine Praxis. Da die Kaper in Überschreitung ihrer Kompetenzen dennoch weiterhin regelmäßig auch Neutrale sowie noch nach Kriegsende kaperten, mussten sie bald Eide und Sicherheiten leisten, was die Probleme jedoch nicht löste. So entwickelten sich annähernd parallel zu den Kaperbriefen so genannte Repressalienbriefe. Mit diesen Repressalienbriefen räumte der Souverän eines unrechtmäßig Geschädigten diesem das Recht ein, sich an Untertanen des Kaperbriefausstellers schadlos zu halten. Dieser Rückgriff auf eigene Untertanen war nicht im Interesse der Kriegführenden. Daher wurde 1373, während des Hundertjährigen Krieges, zur Kontrolle der Kaperschiffe in Frankreich der erste Prisengerichtshof geschaffen. Auch der Gegner England gewährte Klägern Entschädigung.
Die erste bekannte Sammlung prisenrechtlichen Gewohnheitsrechts findet sich im Consolat de Mar, im 13. oder 14. Jahrhundert in Barcelona entstanden. Bezüglich des Beuterechts wird hier konsequent zwischen Ladung und Schiff unterschieden, nur feindliches Eigentum ist Beutegut. Damit war ein erster Höhepunkt der neutralen Rechte erreicht. In der Folgezeit wurden diese Regeln zwar auch angewandt und bilaterale Verträge basierten auf ihnen, stärkere Seemächte setzten sich aber häufig darüber hinweg, wenn es opportun erschien. Mit der zunehmenden Leistungsfähigkeit der Kriegsflotten begannen sich die Interessen der größeren Seemächte von denen der Kontinentalmächte und Neutralen wegzuentwickeln.
Mit Beginn der Neuzeit erfuhr der Seehandel aufgrund der überseeischen Entdeckungen eine weitere gewaltige Ausweitung. Es setzte ein Ringen der westeuropäischen Staaten um die Vorherrschaft zur See ein. Im Zuge dieser Konflikte kam es in der zweiten Hälfte des 16. Jahrhunderts zu einer erheblichen Verschärfung des Beuterechts zu Gunsten der Seemächte: Schiff samt Ladung wurden Beute, wenn nur eines Feindeigentum war. Wieder wurde diese Regel häufig nach Opportunitätsgesichtspunkten angewandt. Insbesondere die Niederlande erreichten in bilateralen Verträgen für sich die Beibehaltung des Rechts zum Transport auch feindlicher Waren. Die Auslegung des Banngutbegriffs schwankte in der Folgezeit ebenfalls zwischen der Beschränkung auf Güter zum unmittelbaren Kriegsgebrauch und dem Einschluss von Rohstoffen und Nahrungsmitteln.
Die Niederlande erklärten 1584 auch die erste Blockade im heutigen Sinn gegen die Küste des spanischen Flandern. Vorher waren Blockaden im Einzelfall durch vertragliche Vereinbarung mit den Neutralen durchgesetzt worden. Ausnahme ist die fiktive Blockade, die von England bereits im Hundertjährigen Krieg eingesetzt wurde, in Form der Drohung, dass jedes nach Frankreich bestimmte fremde Schiff „fortgenommen und verbrannt“ würde. England bzw. Großbritannien sollte diese Praxis, obwohl sie nie wirklich als rechtmäßig angesehen wurde, bis ins 20. Jh. hinein immer wieder ausüben. Dabei erwiesen sich juristische Hilfskonstrukte wie die rechtliche Vermutung der Wirksamkeit einer erklärten Blockade und ein Präventions- und Nacheilerecht als hilfreich im britischen Sinne.
Mit dem Ende des Siebenjährigen Krieges erreichte Großbritannien 1763 im Frieden von Paris eine weltweite allein seebeherrschende Stellung. Daher bestand der erwähnte Interessengegensatz nun konstant zwischen Großbritannien und den anderen Mächten. Gegen die britische Kaperpraxis im Amerikanischen Unabhängigkeitskrieg und im Zweiten Koalitionskrieg gegen das revolutionäre Frankreich richteten sich die bewaffneten Neutralitäten von 1780 und 1800, die den Grundsatz der niederländischen Verträge „neutrale Flagge schützt feindliche Ware außer Bannware“ durchsetzen wollten. Die Positionen waren unvereinbar: Großbritannien reagierte mit der Vernichtung der dänischen Flotte vor Kopenhagen. Im Freundschafts- und Handelsvertrag zwischen Preußen und den USA (1785) wurde zum ersten Mal das Seebeuterecht ganz abgeschafft. Besonders die USA drangen in der Folge beständig auf die allgemeine Anerkennung der Unverletzlichkeit des Privateigentums.
Erst im Krimkrieg standen Großbritannien und sein bisheriger Hauptrivale Frankreich auf einer Seite. Großbritannien war bereit, seinem Verbündeten Zugeständnisse zu machen. Im Zuge der Friedensverhandlungen kam es 1856 zur ersten multilateralen Vereinbarung zum Prisenrecht, der Pariser Seerechtsdeklaration: Die Kaperei wird offiziell abgeschafft, die Unverletzlichkeit aller Güter unter neutraler Flagge mit Ausnahme von Banngut wird anerkannt, ebenso die Unverletzlichkeit neutralen Guts unter feindlicher Flagge. Es wurde festgeschrieben, dass Blockaden mit tatsächlich ausreichenden Kräften durchgeführt werden müssen. Offen blieb nur der Banngutbegriff. Die vollständige Abschaffung des Seebeuterechts ließ sich gegen Großbritannien jedoch nicht durchsetzen, die USA verweigerten deshalb die Zustimmung.
1907 kam es bei der zweiten Haager Friedenskonferenz zum Versuch, eine umfassende Kodifikation des Seekriegsrechts vorzunehmen, ähnlich wie es dort für den Landkrieg tatsächlich erreicht wurde. Einige wenige Vereinbarungen hierzu kamen zustande. Die geplante Schaffung einer Seekriegsordnung analog zur Landkriegsordnung wurde auf eine Folgekonferenz verschoben. Zu dieser kam es 1909 in London, wo auch zunächst die Vereinbarung der Londoner Seerechtsdeklaration gelang. Sowohl das XII. Haager Abkommen über die Errichtung eines internationalen Prisenhofs als auch die Londoner Seerechtsdeklaration scheiterten aber letztlich an der Weigerung des britischen Oberhauses, sie zu ratifizieren. Die Londoner Seerechtsdeklaration behielt dennoch große Bedeutung als allgemein anerkannte Sammlung des geltenden Gewohnheitsrechts. Auf ihrer Grundlage beschlossen mehrere Staaten, so auch bereits 1909 Deutschland, nationale Prisenordnungen.
Im Ersten Weltkrieg kam es wie auch später im Zweiten zu weitreichenden Missachtungen des gerade erst festgehaltenen Prisenrechts. Großbritannien bewaffnete Handelsschiffe, weitete das Kontrollrecht in ein flächendeckendes System von bürokratischer Ladungskontrolle aus, die bereits in den Häfen der neutralen Staaten durch britische Botschaftsbeamte durch Ausstellung sogenannter Navicerts ausgeübt wurde, und zwang neutrale Schiffe zur abgeblendeten Fahrt in britischen Konvois. Von deutscher Seite wurden insbesondere ab 1917 durch U-Boote Handelsschiffe ohne jede Vorwarnung und ohne Rettungsmöglichkeit für die Besatzungen versenkt (siehe uneingeschränkter U-Boot-Krieg). Im pazifischen Raum führten die USA den U-Boot-Krieg mit denselben Mitteln. Strittig ist, inwieweit die völkerrechtswidrige Ausübung des Prisenrechts durch einzelne Parteien zulässige Repressalien darstellte.
Als bestimmend für die unterschiedliche Auslegung des Prisenrechts in den Weltkriegen gelten neben den zweifellos vorherrschenden Gesichtspunkten der Opportunität die unterschiedlichen Auffassungen von der Natur der Kriegführenden. Während die angelsächsische Auffassung die Völker als Kriegführende sah und daraus die Natur des Krieges als totalen Wirtschaftskrieg ableitete, galten in der traditionellen kontinentaleuropäischen Auffassung die Staaten als Kriegführende und das Handeln von Privaten und Neutralen sollte vom Krieg im Grundsatz nicht berührt werden. Da die Verhältnisse sich in der Tat gleichzeitig deutlich in Richtung des „absoluten Krieges“ im Sinne Clausewitz’ entwickelt hatten, geriet die Anwendung des Prisenrechts so von verschiedenen Seiten unter Druck.
Mit der nach dem Zweiten Weltkrieg durch die Charta der Vereinten Nationen grundsätzlich veränderten Rechtslage im Bereich der zwischenstaatlichen Gewaltanwendung hat das Prisenrecht an Bedeutung verloren, grundsätzlich gilt es jedoch weiter und ist in vielen Ländern durch Gesetz oder Verordnung festgeschrieben.